# Philippe V le Long
Pour les articles homonymes, voir Philippe V et Philippe de France.
Philippe V dit « le Long » (vers 1293 - Abbaye royale de Longchamp, 3 janvier 1322), roi de France de 1316 à sa mort, et de Navarre, sous le nom de Philippe II, durant la même période, est le quatorzième et avant-dernier monarque de la dynastie dite des Capétiens directs. Il est également le premier de cette dynastie à ne pas avoir hérité du titre de roi par son père, mettant fin au « miracle capétien ».
Arrière-petit-fils de Saint Louis (canonisé en 1297), second fils du roi Philippe IV, il reçoit en apanage le comté de Poitiers, tandis que son frère aîné, Louis X, hérite du trône en 1314. Lorsque Louis meurt en 1316, il laisse une fille issue de son premier mariage ainsi que sa femme, la reine Clémence de Hongrie, enceinte. Philippe obtient la régence du royaume. Peu après, la reine Clémence donne naissance à un fils, proclamé roi sous le nom de Jean Ier, qui meurt subitement, cinq jours plus tard. À sa mort, Philippe se fait sacrer à Reims. Sa légitimité est contestée par les partisans de Jeanne, la fille aînée de Louis X, qui a cinq ans. Philippe V balaie les revendications de sa nièce en utilisant plusieurs arguments, notamment son jeune âge, les doutes concernant sa paternité — sa mère a été impliquée dans l'affaire de la tour de Nesle — et la réunion des États généraux, en février 1317, qui confirment qu'en vertu d'une coutume des Francs saliens les femmes sont exclues de la succession au trône de France. La faveur donnée à Philippe de préférence à sa nièce crée un précédent dans la succession au trône, qui sera plus tard formalisé sous le nom de loi salique.
Philippe V restaure de bonnes relations avec le comté de Flandre, qui est entré en rébellion ouverte sous le règne de son père. Cependant, les relations avec son beau-frère, Édouard II d'Angleterre, se dégradent lorsque ce dernier, qui est aussi duc d'Aquitaine, refuse initialement de rendre hommage à Philippe pour ses possessions continentales. Une croisade populaire part en 1320 de Normandie afin de libérer l'Ibérie des Maures. Au lieu de cela, la population mécontente marche vers le sud, où elle s'attaque aux châteaux, aux officiers royaux, aux prêtres, aux lépreux et aux Juifs. Philippe V s'engage dans une série de réformes internes destinées à améliorer la gestion du royaume. Ces réformes incluent la création d'une Chambre des comptes indépendante, la standardisation des poids et mesures et l'établissement d'une devise unique.
Philippe V meurt de dysenterie en 1322, sans héritier mâle pour lui succéder. C'est donc son frère, Charles IV, bénéficiant du précédent créé par Philippe en 1316, qui lui succède sur le trône.

## Jeunesse et mariage

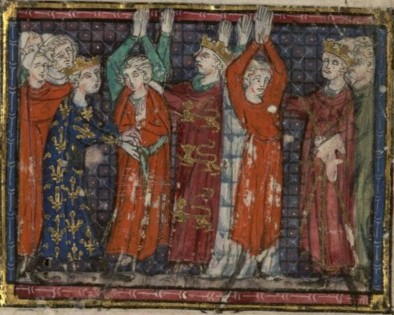
Adoubement de Philippe le Long et de son frère cadet Charles de la Marche en 1313. La cérémonie est présidée par leur père Philippe IV le Bel, leur frère aîné et leur beau-frère.

Philippe le Long est le second fils du roi de France Philippe IV le Bel et de son épouse la reine Jeanne Ire de Navarre. Son père lui accorde le comté de Poitiers en apanage en 1311. Les historiens modernes ont décrit Philippe comme un homme « d'une intelligence et d'une sensibilité considérables » et « le plus sage et le plus capable politiquement » des trois fils de Philippe le Bel. Philippe est influencé par les troubles qu'a subis son père en 1314, ainsi que par les difficultés rencontrées par son frère aîné, Louis X, dit le Hutin. Au cœur des problèmes de Philippe IV et de Louis X se trouve la levée de taxes en dehors des périodes de crises.
Le 21 janvier 1307, Philippe épouse Jeanne, la fille aînée d'Othon IV, comte palatin de Bourgogne, et de Mahaut, comtesse d'Artois. Initialement, c'est Louis X qui devait épouser Jeanne, mais Philippe le Bel choisit finalement de lui faire épouser Marguerite de Bourgogne. À la mort de son père, en 1303, Jeanne devient comtesse de Bourgogne, puis, après la mort de sa mère, en 1329, comtesse d'Artois. Par ce mariage, Philippe de Poitiers est lui-même comte palatin de Bourgogne et peut briguer la dignité impériale. Les historiens modernes ont peu de preuves précisant si le mariage de Philippe et de Jeanne a été heureux, mais le couple a beaucoup d'enfants en très peu de temps. Par ailleurs, Philippe a été exceptionnellement généreux dans les cadeaux qu'il a faits à son épouse et s'est assuré que les terres et les dons financiers qu'il lui a faits ne lui soient pas repris à sa mort. Ainsi, Jeanne de Bourgogne reçoit plusieurs palais ainsi que des bijoux. De plus, Philippe lui accorde, en 1318, les propriétés de tous les Juifs de Bourgogne.
Au début de l'année 1314, Jeanne est impliquée dans l'affaire de la tour de Nesle. Sa cousine, Marguerite de Bourgogne, et sa sœur, Blanche de Bourgogne, sont convaincues d'adultère, respectivement avec Philippe d'Aunay, écuyer de la maison Valois, et avec son frère Gautier d'Aunay, bachelier du comte de Poitiers lui-même, et cela, sous le témoignage de la reine d'Angleterre, Isabelle, sœur de Philippe. Pour sa part, Jeanne est soupçonnée d'avoir eu connaissance des adultères de Marguerite et de Blanche, voire de complaisance. Emprisonnée au donjon du château de Dourdan pour s'y repentir, elle ne cesse de protester de son innocence. En 1315, Jeanne est blanchie par le Parlement de Paris, sans doute grâce à l'influence de Philippe, et est autorisée à retourner à la cour. On ignore encore pourquoi Philippe l'a tant soutenue. Certains suggèrent qu'il était inquiet de perdre la Bourgogne s'il venait à divorcer de Jeanne. D'autres avancent des lettres passionnées écrites à son épouse pour preuve que Philippe était véritablement épris d'elle.
À la mort de Philippe IV, le 29 novembre 1314, son fils aîné, Louis X, monte sur le trône. Devant faire face à la fronde des grands féodaux, Louis reçoit le soutien décisif de son frère, Philippe de Poitiers, en échange de l'héritage du comté de Bourgogne, ce qui est contraire au testament de leur père, Philippe le Bel. Celui-ci a acheté en 1295 les droits de la Comté Franche à Othon IV de Bourgogne, en échange d'une alliance matrimoniale. En acceptant de perdre ses droits de succession sur le comté de Bourgogne, Jeanne de Bourgogne en conserve la jouissance et le titre. Selon le testament de Philippe IV, le comté doit revenir à la couronne si Philippe de Poitiers et Jeanne de Bourgogne n'ont pas de fils. Philippe de Poitiers monnaye son appui à Louis X en exigeant que son épouse Jeanne puisse léguer le comté de Bourgogne à sa fille aînée, en plus de l'Artois qui lui vient de sa mère, Mahaut. Cet accord, par lequel Louis X paye la stabilité de son début de règne, amènera, sous le règne de Louis XI, la difficile succession de la Bourgogne et de l'Artois, réunies par mariage entre les mains des Habsbourg, et, sous Louis XIV, la guerre de Dévolution de l'Artois et de la Franche-Comté.

## Régence, accession au trône et sacre

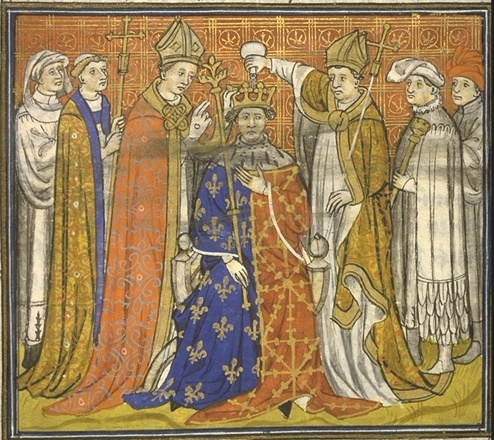
Philippe se fait couronner en hâte après la mort de son neveu Jean Ier, afin de prendre de vitesse ses ennemis.

Le frère aîné de Philippe, Louis X, meurt le 5 juin 1316, laissant son épouse, Clémence de Hongrie, enceinte. Plusieurs candidats revendiquent la régence en attendant l'accouchement de la reine, dont Charles de Valois, oncle de Philippe, qui a véritablement gouverné la France pendant le bref règne de Louis X, et Eudes IV de Bourgogne, frère de Marguerite de Bourgogne et oncle de Jeanne, fille de Louis X par son premier mariage. Philippe s'empresse d'écarter ces possibles prétendants et de s'emparer de la régence. Le 15 novembre 1316, la reine Clémence met au monde un fils, Jean Ier. Philippe s'impose pour conserver la régence jusqu'à la majorité de son neveu. Mais ce fils posthume de Louis X meurt quatre jours après sa naissance.
La mort de Jean Ier crée un précédent dans la dynastie des Capétiens directs. Pour la première fois, le roi de France meurt sans héritier mâle. Les barons décident de se réunir pour déterminer à qui doit échoir la couronne. Jeanne, fille de Louis X, est considérée comme une candidate possible au trône par sa famille de Bourgogne. Beaucoup de barons mettent toutefois en doute la légitimité de la princesse, qui est considérée par Philippe non pas comme fille de Louis X, mais du chevalier Philippe d'Aunay. Philippe, qui a conscience que seule sa nièce est un obstacle à son avènement au trône, sait qu'il va devoir combattre les grands féodaux, dont son oncle, Charles de Valois, est un des meneurs et qui jusque-là soutient les droits au trône de Jeanne. Charles rallie son neveu après avoir négocié. Ensuite, le régent Philippe apaise Eudes IV de Bourgogne : il lui promet la main de sa fille aînée, Jeanne, en mettant dans la dot de la fiancée l'héritage des comtés de Bourgogne et d'Artois, mais, en échange, Eudes doit abandonner les droits de sa nièce au trône.
Le 9 janvier 1317, Philippe est sacré roi dans l'église Saint-Remi-de-Reims. La majorité des barons de France n'est pas présente au sacre et des troubles éclatent en Champagne et en Bourgogne. En conséquence, Philippe V réunit le 2 février 1317 les États généraux à Paris. Réussissant à faire interpréter en sa faveur la coutume qui sera formalisée plus tard sous les aspects de la Loi salique, Philippe obtient que l'assemblée déclare qu'il est mieux placé au trône que sa nièce Jeanne, car séparé de Saint Louis par deux générations contre trois pour Jeanne, et que « femme ne succède pas au royaume de France ». Cette proclamation officielle se fait en dépit de l'opposition de certains barons, dont Charles de la Marche — dernier fils de Philippe le Bel et frère cadet de Philippe V — et la duchesse Agnès de Bourgogne, fille de saint Louis, qui protège les droits de sa petite-fille Jeanne. 
Il est à noter que, contrairement à une légende très répandue, à aucun moment, la « loi salique » n'est évoquée dans les débats à cette époque, mais que ce fait et les suivants (succession de Charles IV en 1328) établiront une pratique usuelle d'exclusion des femmes de la succession qui ne sera « officialisée » avec cette référence aux Francs saliens que sous Charles VI, en 1388.

## Règne

### Réformes fiscales et administratives

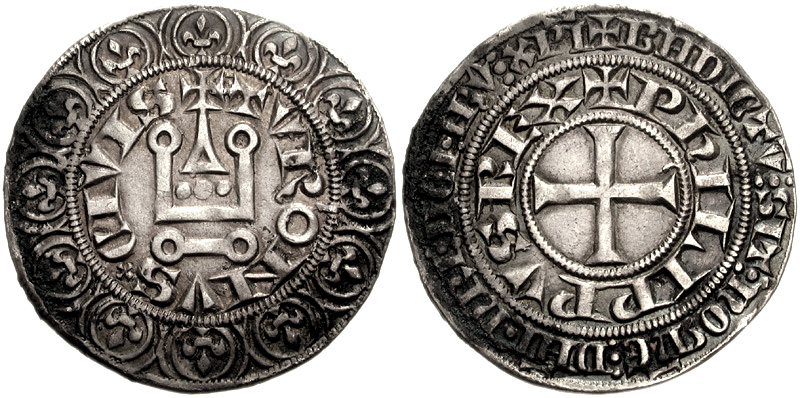
Philippe prend des mesures pour réformer la monnaie de France pendant son règne, dont ces pièces de tournois en argent.

En matière de politique interne, Philippe s'affiche comme un roi puissant et populaire, malgré la situation critique de la France qui produit continuellement de mauvaises récoltes, ce qui provoque la Grande famine. Philippe V suit les pas de son père, Philippe le Bel, en essayant de placer la couronne de France sur une base fiscale solide et en révoquant bon nombre de décisions impopulaires prises par Louis X. Il instaure aussi des réformes au sein de son gouvernement, en réformant la monnaie et en cherchant à standardiser les poids et mesures, malgré l'opposition des seigneurs du Midi.
En 1317, Philippe V réédite un acte promulgué par son père en 1311, qui condamne l'aliénation et le vol des ressources royales et des postes administratifs dans les provinces. En 1318, sa légitimité sur le trône étant définitivement assurée, il va plus loin, en établissant dans un nouvel acte une distinction entre le domaine royal français — l'ensemble des terres et des titres qui appartiennent en permanence à la couronne — et les terres et titres qui ont été confisqués par la couronne pour une raison ou une autre. Ainsi, si la couronne doit accorder de nouvelles terres aux nobles, les terres données par le roi proviennent forcément de terres auparavant confisquées. Cette mesure se révèle à double tranchant, car elle renforce à la fois les pouvoirs inaliénables de la couronne, tout en rassurant également les nobles que leurs terres sont garanties à moins qu'elles ne viennent à être confisquées pour un quelconque crime ou délit. En pratique, Philippe ne s'est pas entièrement conformé à ses principes autoproclamés sur l'octroi de terres et de titres royaux, mais il a été beaucoup plus conservateur dans ces domaines que ses prédécesseurs immédiats.
Philippe V organise ses réformes en s'entourant de légistes compétents ou de comptables efficaces. Ainsi, le futur cardinal Pierre Bertrand le conseille en ce qui concerne les réformes sur la monnaie présentées au Parlement. Le roi organise le Trésor, qui est dirigé par Henri de Sully, grand bouteiller de France. En promulguant, en janvier 1320, l'ordonnance de Vivier-en-Brie, le roi crée la Chambre des comptes (qui deviendra plus tard la Cour des comptes). Les deux administrations royales sont placées sous le ministère d'Henri de Sully pendant toute la durée du règne de Philippe V. L'un des trésoriers, Giraud Gayte, se rend particulièrement impopulaire et est victime d'une purge qui suit la mort du roi en 1322.

### Rapprochement avec la Flandre et l'Angleterre

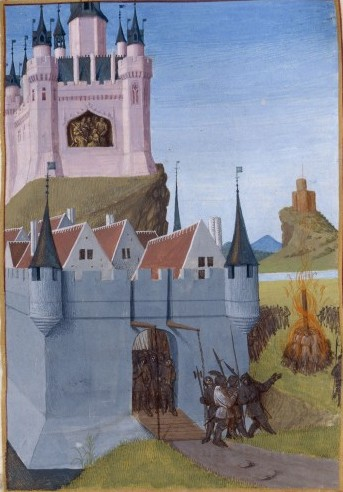
Philippe parvient à trouver une solution diplomatique et dynastique aux désaccords qui opposent fréquemment la couronne et le comté de Flandre au début du XIVe siècle. Il est représenté, dans cette miniature du XVe siècle, lors d'une entrevue avec Louis de Nevers, fils aîné du comte de Flandre.

Philippe réussit à trouver une issue au problème flamand. Le comte de Flandre gouverne comme un monarque indépendant, et ce aux dépens de la couronne. Le roi de France est censé être le suzerain du comté, mais, depuis 1297, les relations franco-flamandes se sont tendues. Essayant de réaffirmer l'autorité française en Flandre, Philippe le Bel a subi un revers sérieux à la bataille de Courtrai (1302) et, malgré sa victoire finale à Mons-en-Pévèle (1304), la Flandre essaie de se dérober dans les années qui suivent aux injonctions royales. Robert III de Flandre continue la résistance militaire face à la France, notamment lors de la levée d'osts royaux en 1314 et 1315, mais l'avènement de Philippe V l'isole politiquement. Pendant ce temps, la position française devient fragile par le besoin incessant de se préparer à une insurrection en Flandre. Louis X a fait prohiber en 1315 les exportations de grain et d'autres matériaux vers la Flandre, résultant en une industrie de contrebande rentable qui décourage à son tour le commerce légal avec la couronne au nord du royaume. Louis est contraint de réquisitionner directement de la nourriture pour ses armées, ce qui entraîne une série de plaintes de la part des seigneurs locaux et de l'Église. De son côté, Philippe commence à rétablir un système de compensation approprié en 1317, mais la situation demeure instable. Philippe et Robert veulent tous deux éviter l'engagement militaire et recherchent un compromis. Tout d'abord, Robert accepte de rendre l'hommage à Philippe, au Palais de la Cité, le 5 mai 1320. Le 2 juin suivant, le comte de Flandre parvient à un accord : il accepte de marier son petit-fils et futur héritier, Louis de Crécy, avec Marguerite, deuxième fille du roi de France. Cette union apporte à Robert, puis à Louis, un soutien de la couronne en Flandre. Ce mariage profite également à Philippe V, car Louis de Crécy a été élevé pendant quelques années par Philippe lui-même et a reçu une éducation essentiellement française. Le compromis est un succès diplomatique considérable pour Philippe, bien que les liens resserrés entretenus par Louis avec la France conduiront, à partir de 1323, à un soulèvement paysan en Flandre.
Philippe doit également faire face à des difficultés avec son beau-frère, le roi d'Angleterre Édouard II. Comme le comte de Flandre, Édouard doit rendre l'hommage au roi de France, pour les terres qu'il possède en Gascogne. Le roi d'Angleterre est peu enclin à respecter cette tradition féodale, puisqu'il est lui-même souverain et que la Gascogne a depuis un certain temps coupé les liens avec la couronne de France. Édouard n'a pas rendu l'hommage à Louis X et décline initialement la demande de Philippe V, qui est réputé être plus favorable aux Anglais que Louis. En 1319, Philippe autorise Édouard à rendre l'hommage par procuration, mais le somme de le rendre lui-même en 1320. Le 29 juin 1320, en la cathédrale d'Amiens, Philippe V reçoit l'hommage simple du roi d'Angleterre pour le duché de Gascogne, le comté de Ponthieu et la ville de Montreuil. Philippe insiste également pour qu'Édouard lui fasse un serment de fidélité personnelle, une demande qui va au-delà des règles traditionnelles. Édouard s'y refuse, mais cet épisode marque le début de tensions entre la France et l'Angleterre pour les possessions continentales des Plantagenêts, qui vont s'aggraver après la mort de Philippe, en 1322.

### Relations avec la papauté et projets de croisades

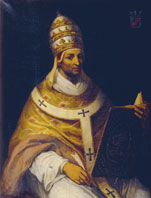
Le pape Jean XXII, initialement un allié proche de dans le mouvement des Pastoureaux, finit par critiquer la violente croisade qui a lieu en 1320.

Philippe joue un rôle dans le mouvement recrudescent des croisades au début du XIVe siècle. Le pape Jean XXII, élu en août 1316 à Lyon, par un conclave assemblé sur ordre de Philippe lui-même, affiche son désir de voir se concrétiser de nouvelles croisades. Philippe IV avait lui-même adhéré à un projet présenté au concile de Vienne en 1312, auquel devait participer son fils cadet, Philippe. Par ailleurs, au cours d'une visite d'Édouard II à Paris, en 1313, Philippe IV et le roi d'Angleterre avaient juré de prendre la croix. Une fois installé sur le trône, Philippe se sent obligé de matérialiser ce projet et reçoit pour accomplir ce souhait des fonds de la part du pape Jean. Jean accepte le retard de l'expédition, sur la demande de Philippe, qui souhaite que soit d'abord réglée la situation en Flandre. Néanmoins, Jean XXII assure les Arméniens que Philippe va bientôt organiser une croisade pour les soulager des pressions musulmanes. L'avant-garde de la croisade prend le large dès 1319, sous les ordres de Louis Ier de Bourbon, mais la flotte française est détruite au large de Gênes. Pendant l'hiver 1319-1320, Philippe organise une série de rencontres avec les commandants militaires français en préparation d'une seconde expédition. Ceux-ci se renseignent alors sur le traité concernant les croisades écrit par Guillaume Durand. À la fin du règne de Philippe, pourtant, ses relations avec Jean XXII se sont durcies à propos de la dépense des nouveaux fonds accordés par le pape et à cause de la gestion difficile de la croisade des Pastoureaux.
La croisade des Pastoureaux émerge en Normandie en 1320. Le déclenchement de ce mouvement à ce moment précis est dû aux appels répétés à la croisade par Philippe V et ses prédécesseurs. Ces appels n'aboutissent à aucune expédition militaire de grande ampleur, mais conduisent, en 1320, à une croisade populaire qui n'est cependant contrôlée par aucun seigneur laïc ou ecclésiastique. L'intention de Philippe de conduire une nouvelle croisade est certainement devenue publique au printemps 1320. De plus, la solution pacifique en Flandre laisse un grand nombre de soldats démobilisés, auxquels se joignent des paysans. Le départ de ces « croisés » aboutit en réalité à une vague d'antijudaïsme en France, au cours de laquelle sont menacés les Juifs, les places royales, le clergé et la capitale elle-même. Le mouvement est finalement condamné par Jean XXII, qui commence à douter sérieusement de l'intention d'aller combattre les Maures en Ibérie. Le roi de France se retrouve contraint de supprimer cette croisade : les Pastoureaux sont écrasés ou exécutés, les survivants s'enfuient au-delà des Pyrénées pour aller trouver refuge en Aragon.

### Peur des lépreux

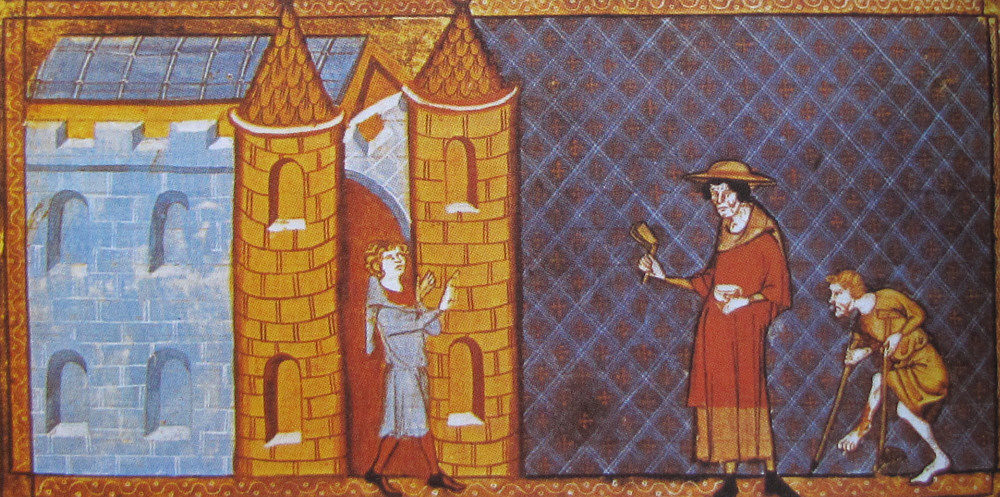
Deux lépreux se voient refuser l'entrée dans une ville. Enluminure du XIVe siècle.

En 1321, une conspiration supposée — la « peur des lépreux » — est découverte en France. L'accusation contre les lépreux, apparemment infondée, est qu'ils auraient empoisonné les puits de nombreuses villes et que cette activité aurait été orchestrée par la communauté juive, secrètement missionnée par les Musulmans. La peur s'inscrit dans l'atmosphère fébrile qu'a créée la croisade des Pastoureaux l'année précédente ainsi que la famine incessante depuis l'hiver 1314. Sous le règne de Philippe V, les Juifs de France sont étroitement liés avec la couronne de France. Philippe a ordonné que les fonctionnaires royaux assistent les prêteurs juifs dans le recouvrement des dettes des débiteurs chrétiens. Cependant, quelques fonctionnaires locaux soutiennent que la couronne devrait hériter des propriétés des marchands juifs décédés. À la suite des événements de 1320, Philippe s'est impliqué dans les poursuites en justice de ceux qui ont attaqué les Juifs pendant la croisade des Pastoureaux, ce qui renforce l'aversion de la population contre la minorité juive. Des rumeurs et des accusations contre les lépreux ont également circulé en 1320 et certains ont été persécutés par les Pastoureaux.
Philippe se trouve à Poitiers en juin 1321, alors qu'il effectue une visite dans le sud du royaume afin d'y réformer le système fiscal. Il est informé que la peur des lépreux se diffuse. Philippe publie un édit ordonnant que tout lépreux coupable d'empoisonnement soit brûlé et que ses biens soient confisqués par la couronne. Le tour du sud du royaume et les plans de réformes, bien que loués par les historiens modernes, créent une opposition locale importante. Cette impopularité du roi coïncide selon les historiens avec l'éclatement de la violence. Le déchainement de la violence à l'encontre des lépreux met le roi dans une situation difficile, car il ne peut ni cautionner ni condamner la persécution. En effet, la première option pourrait conduire à davantage de violence tandis que la seconde porterait atteinte à l'autorité royale. Certains Juifs quittent la France en raison de la peur des lépreux mais Philippe refuse de signer un quelconque édit, ce qui limite ainsi l'impact de la violence,,,.

## Mort et succession

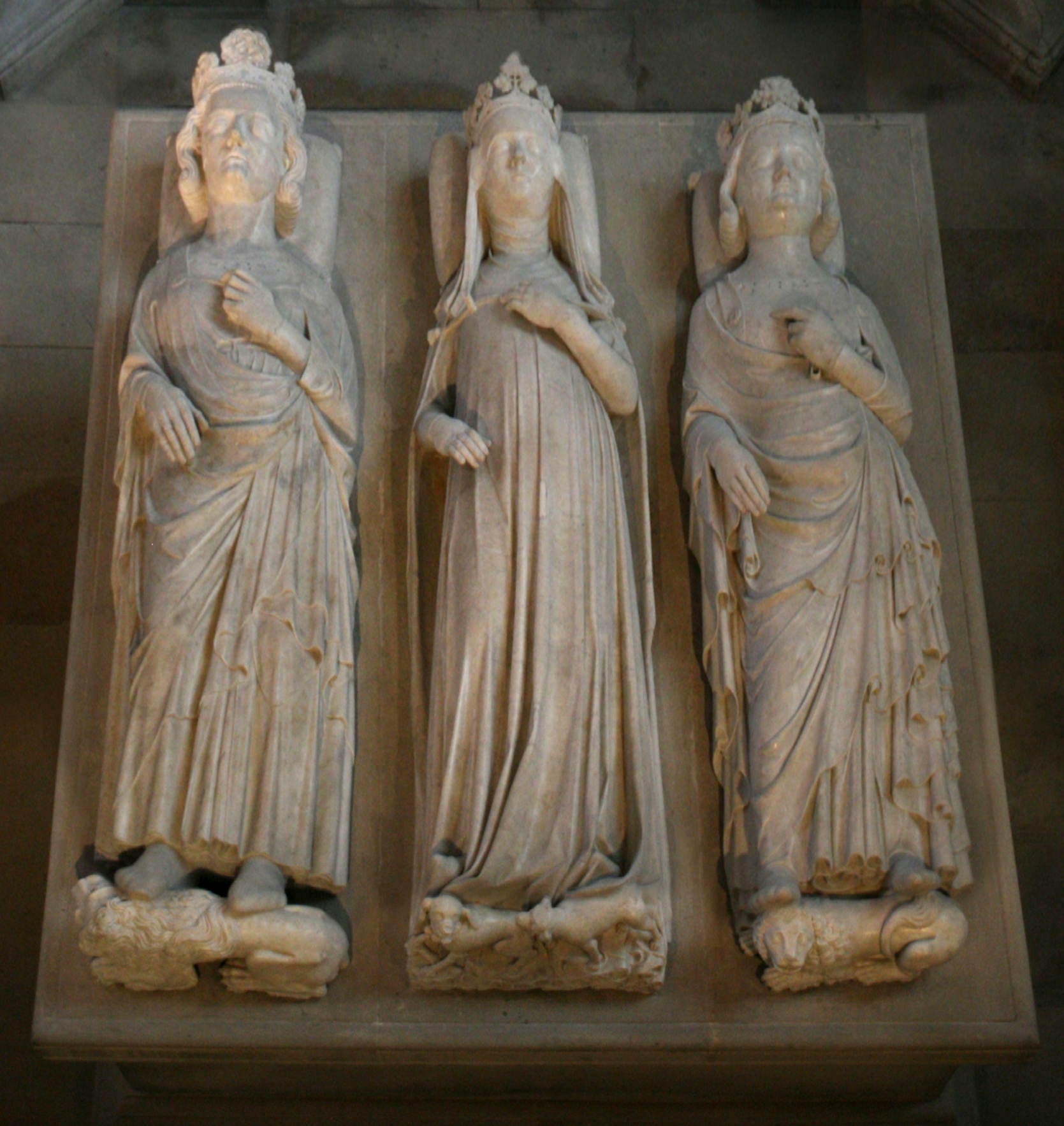
Gisants de, de son frère cadet Charles IV et de sa belle-sœur Jeanne d'Évreux à la basilique Saint-Denis.

Atteint de dysenterie et de fièvre quarte à partir d'août 1321, Philippe est soigné à l'aide de bois et d'un clou de la Vraie Croix, ainsi que d'un bras de Saint Simon. Après un bref répit, il meurt à l'âge de 29 ans à l'abbaye de Longchamp, près de Paris, dans la nuit du 2 au 3 janvier 1322, après cinq mois de souffrance. Il est inhumé dans la basilique Saint-Denis, tandis que ses viscères sont déposées au couvent des Jacobins de Paris. Sa sépulture à Saint-Denis, comme celles de tous les autres princes et dignitaires reposant en ce lieu, sera profanée par les révolutionnaires le 25 octobre 1793.
En vertu du précédent qu'il a invoqué en 1316 pour s'emparer du trône, Philippe, mort sans descendant mâle, a pour successeur son frère cadet Charles IV le Bel. Charles meurt également sans descendant mâle en 1328, ce qui conduit finalement à la revendication du trône de France par Édouard III d'Angleterre — petit-fils de Philippe le Bel par sa mère Isabelle — en 1337 et au déclenchement de la guerre de Cent Ans.

## Union et descendance
Le 21 janvier 1307, Philippe épouse Jeanne II de Bourgogne. De cette union sont issus cinq enfants : 
- Jeanne (1er/2 mai 1308 - 10/15 août 1347), comtesse de Bourgogne et d'Artois, mariée en 1318 avec Eudes IV, duc de Bourgogne ;
- Marguerite (1309 - 9 mai 1382), comtesse de Bourgogne et d'Artois, mariée en 1320 avec Louis Ier de Flandre, comte de Nevers, puis comte de Flandre et de Rethel ;
- Isabelle (1312 - avril 1348), épouse en 1323 le dauphin Guigues VIII de Viennois, puis avant 1336[47] le seigneur de Faucogney, Jean III ;
- Blanche (1313 - 26 avril 1358), religieuse à Longchamp ;
- Philippe (24 juin 1316 - 24 février 1317[48]).

## Armoiries

Armoiries de Philippe le Long lorsqu'il est comte de Poitiers[49].
Armoiries des rois de France et de Navarre que Philippe V porte après son avènement au trône.

## Dans la fiction
Philippe V est un personnage central de la série romanesque historique Les Rois maudits, écrite par Maurice Druon. Le quatrième tome, La Loi des mâles, publié en 1957, décrit avec précision son ascension vers le trône et le début de son règne. Philippe est interprété par José-Maria Flotats dans l'adaptation télévisée de 1972 et par Éric Ruf dans celle de 2005,.

### Sources imprimées
- Jules Viard (éd.), Les Grandes Chroniques de France : publiées pour la Société de l'Histoire de France par Jules Viard, t. 8 : Philippe III le Hardi, Philippe IV le Bel, Louis X le Hutin, Philippe V le Long, Paris, Librairie ancienne Honoré Champion, 1934, XVI-384 p. (présentation en ligne, lire en ligne).